# Pleasure & Pain
| Críticas profissionais | Críticas profissionais |
| Avaliações da crítica  | Avaliações da crítica  |
| Fonte                  | Avaliação              |
| ---------------------- | ---------------------- |
| allmusic               | link                   |
| Robert Christgau       | (C) link               |

Pleasure & Pain é um álbum de estúdio da banda Dr. Hook & the Medicine Show, lançado em 1978 pela Capitol Records. Os singles de maior sucesso desse álbum são "Sharing the Night Together" e "When You're in Love with a Beautiful Woman".

## Faixas
| N.º | Título                                       | Duração |  |
| 1.  | "Sharing the Night Together"                 | 2:54    |  |
| 2.  | "Sweetest of All"                            | 2:40    |  |
| 3.  | "Storms Never Last"                          | 3:21    |  |
| 4.  | "I Don't Want to Be Alone Tonight"           | 3:25    |  |
| 5.  | "Knowing She's There"                        | 3:26    |  |
| 6.  | "Clyde"                                      | 4:38    |  |
| 7.  | "When You're in Love with a Beautiful Woman" | 2:58    |  |
| 8.  | "Dooley Jones"                               | 3:44    |  |
| 9.  | "I Gave Her Comfort"                         | 3:14    |  |
| 10. | "All the Time in the World"                  | 2:34    |  |
| 11. | "You Make My Pants Want to Get Up and Dance" | 2:25    |  |

## Desempenho nas paradas musicais
| Parada musical (1978/1979)      | Melhor posição |
| ------------------------------- | -------------- |
| Canadá (RPM Top 100 Albums)     | 93             |
| Estados Unidos (Billboard 200)  | 66             |
| Estados Unidos (Country Albums) | 17             |
| Reino Unido (UK Albums Chart)   | 47             |

## Certificações
| País                  | Certificação | Data                   | Certificado de vendas |
| --------------------- | ------------ | ---------------------- | --------------------- |
| Estados Unidos - RIAA | Ouro         | 11 de setembro de 1979 | 500,000               |